# Shiraishi Tomoyuki
Tomoyuki Shiraishi (白石 智之 Shiraishi Tomoyuki, sinh ngày 10 tháng 6 năm 1993) là một cầu thủ bóng đá người Nhật Bản. Anh thi đấu cho Grulla Morioka.

## Sự nghiệp
Tomoyuki Shiraishi gia nhập câu lạc bộ tại Giải bóng đá Nhật Bản Azul Claro Numazu năm 2016.

## Thống kê câu lạc bộ
Cập nhật đến ngày 22 tháng 2 năm 2018.
| Thành tích câu lạc bộ | Thành tích câu lạc bộ | Thành tích câu lạc bộ | Giải vô địch | Giải vô địch | Cúp                   | Cúp                   | Tổng cộng | Tổng cộng |
| Mùa giải              | Câu lạc bộ            | Giải vô địch          | Số trận      | Bàn thắng    | Số trận               | Bàn thắng             | Số trận   | Bàn thắng |
| Nhật Bản              | Nhật Bản              | Nhật Bản              | Giải vô địch | Giải vô địch | Cúp Hoàng đế Nhật Bản | Cúp Hoàng đế Nhật Bản | Tổng cộng | Tổng cộng |
| --------------------- | --------------------- | --------------------- | ------------ | ------------ | --------------------- | --------------------- | --------- | --------- |
| 2016                  | Azul Claro Numazu     | JFL                   | 17           | 0            | 0                     | 0                     | 17        | 0         |
| 2017                  | Azul Claro Numazu     | J3 League             | 20           | 4            | 3                     | 0                     | 23        | 4         |
| Tổng                  | Tổng                  | Tổng                  | 37           | 4            | 3                     | 0                     | 40        | 4         |